# Duncan Haldane
Frederick Michael Duncan Haldane (ur. 14 września 1951 w Londynie) – brytyjski fizyk związany z Uniwersytetem Princeton, laureat Nagrody Nobla w dziedzinie fizyki w 2016 roku.

## Praca naukowa
Haldane zasłynął dzięki zastosowaniu koncepcji topologii do opisu nietypowych faz materii. Topologia, będąca gałęzią matematyki, zajmuje się badaniem właściwości przestrzeni, które pozostają niezmienne przy ciągłych deformacjach. W kontekście fizyki materiały wykazujące topologiczne właściwości charakteryzują się unikalnymi stanami, które nie mogą zostać wyjaśnione w ramach klasycznych modeli. W latach 80. XX wieku Haldane opublikował przełomowe prace dotyczące jednowymiarowych układów spinowych. Opisał on magnetyczne właściwości łańcuchów atomów w materiałach, koncentrując się na układach o spinie całkowitym. Zjawisko to, znane jako "model Haldane’a", ujawniło istnienie unikalnych stanów topologicznych, które różnią się zasadniczo od klasycznych układów spinowych o spinie połówkowym. Badania te przyczyniły się do zrozumienia takich zjawisk, jak nadprzewodnictwo i nowe rodzaje magnetyzmu w ekstremalnych warunkach.

## Życiorys
Duncan Haldane urodził się w Londynie, w Wielkiej Brytanii. Po ukończeniu szkoły St Paul's School w Londynie studiował na Uniwersytecie w Cambridge, gdzie w 1978 roku uzyskał stopień doktora. Jego promotorem był przyszły laureat Nagrody Nobla, Philip Anderson. Haldane pracował w Instytucie Laue-Langevina w Grenoble we Francji, na Uniwersytecie Południowej Kalifornii w Los Angeles, w Bell Laboratories w Murray Hill w stanie New Jersey, na Uniwersytecie Kalifornijskim w San Diego, a od 1990 roku na Uniwersytecie Princeton w stanie New Jersey. Duncan Haldane jest żonaty z Odile Belmont.
Od 1986 jest członkiem American Physical Society, zaś w 1993 był laureatem Oliver E. Buckley Condensed Matter Prize przyznawanej przez to stowarzyszenie. Był również laureatem Lorentz Chair w 2008 przyznanego przez holenderski Lorentz Institute oraz Medalu Diraca przyznanego mu w 2012 przez International Centre for Theoretical Physics.
W 2016 został laureatem Nagrody Nobla w dziedzinie fizyki wraz z Davidem J. Thoulessem i Johnem M. Kosterlitzem za teoretyczne odkrycia topologicznych przejść fazowych i topologicznych faz materii. Duncan Haldane otrzymał jedną czwartą nagrody.